# Persone di nome Nadia
| Questa pagina contiene informazioni ricavate automaticamente dalle voci biografiche con l'ausilio del template Bio e di un bot. L'aggiornamento è periodico e automatico e ricostruisce completamente la pagina. Se manca una persona in questa lista, sei pregato di non aggiungerla, ma accertati piuttosto che la sua voce biografica contenga il template Bio e che i dati anagrafici siano correttamente compilati. Se il template Bio manca, inseriscilo tu stesso o, in alternativa, metti l'avviso {{tmp\|Bio}} che ne segnala la mancanza. Se i dati riportati sono sbagliati, correggi direttamente la voce biografica; le modifiche saranno visibili in questa lista entro pochi giorni. Per chiarimenti vedi il progetto antroponimi. La lista contiene solo le 83 persone che sono citate nell'enciclopedia e per le quali è stato implementato correttamente il template Bio. Pagina aggiornata al 22 lug 2025. |

Questa è una lista di persone presenti nell'enciclopedia che hanno il nome Nadia, suddivise per attività principale.

## Atlete paralimpiche(1)
- Nadia Bala, atleta paralimpica e attivista italiana (Rovigo, n. 1988)

## Attiviste(1)
- Nadia Murad, attivista irachena (Kocho, n. 1993)

## Attrici(14)
- Nadia Bengala, attrice, ex modella e showgirl italiana (Siracusa, n. 1962)
- Nadia Bjorlin, attrice statunitense (Newport, n. 1980)
- Nadia Dajani, attrice statunitense (Los Angeles, n. 1965)
- Nadia Di Cello, attrice argentina (Buenos Aires, n. 1989)
- Nadia Farès, attrice e modella francese (Marrakech, n. 1968)
- Nadia Gray, attrice romena (Bucarest, n. 1923 - New York, † 1994)
- Nadia Hilker, attrice e modella tedesca (Monaco di Baviera, n. 1988)
- Nadia Kibout, attrice francese (Saint-Étienne)
- Nadia Kounda, attrice marocchina (Casablanca, n. 1989)
- Nadia Lippi, attrice e conduttrice televisiva brasiliana (San Paolo, n. 1956)
- Nadia Melliti, attrice francese (n. 2002)
- Nadia Rinaldi, attrice italiana (Roma, n. 1967)
- Nadia de Santiago, attrice e conduttrice televisiva spagnola (Madrid, n. 1990)
- Nadia Tereszkiewicz, attrice francese (Versailles, n. 1996)

## Avvocate(1)
- Nadia al-Ghazzi, avvocata e scrittrice siriana (Damasco, n. 1935)

## Calciatrici(4)
- Nadia Coci, calciatrice italiana (Catania, n. 1963)
- Nadia Krezyman, calciatrice polacca (Poznań, n. 2004)
- Nadia Lawrence, calciatrice gallese (n. 1989)
- Nadia Nadim, calciatrice afghana (Herat, n. 1988)

## Cantanti(6)
- Nadia Ali, cantante statunitense (Tripoli, n. 1980)
- Nadia Biondini, cantante e doppiatrice italiana (Milano, n. 1965)
- Nadia Liani, cantante italiana (Parma, n. 1938)
- Magica Aidan, cantante italiana (Vercelli, n. 1955 - Vercelli, † 2016)
- Imany, cantante e modella francese (Martigues, n. 1979)
- Nâdiya, cantante francese (Tours, n. 1973)

## Cantautrici(1)
- Nadia Reid, cantautrice neozelandese (Dunedin, n. 1991)

## Cestiste(4)
- Nadia Battain, ex cestista italiana (Portogruaro, n. 1976)
- Nadia Flores, cestista argentina (Ezeiza, n. 1990)
- Nadia Peruch, ex cestista francese (Tolosa, n. 1978)
- Nadia Raimondi, ex cestista italiana (Sesto San Giovanni, n. 1966)

## Cicliste su strada(1)
- Nadia Quagliotto, ciclista su strada e pistard italiana (Montebelluna, n. 1997)

## Conduttrici televisive(2)
- Nadia Hasnaoui, conduttrice televisiva marocchina (n. 1963)
- Nadia Toffa, conduttrice televisiva e giornalista italiana (Brescia, n. 1979 - Brescia, † 2019)

## Cuoche(1)
- Nadia Santini, cuoca italiana (San Pietro Mussolino, n. 1953)

## Danzatrici(2)
- Nadia Beugré, danzatrice e coreografa ivoriana (Abidjan, n. 1981)
- Nadia Nerina, ballerina sudafricana (Bloemfontein, n. 1927 - Beaulieu-sur-Mer, † 2008)

## Economiste(1)
- Nadia Calviño, economista e politica spagnola (La Coruña, n. 1968)

## Ginnaste(1)
- Nadia Comăneci, ex ginnasta rumena (Onești, n. 1961)

## Giornaliste(1)
- Nadia Zicoschi, giornalista e conduttrice televisiva italiana (Roma, n. 1966)

## Hockeiste su ghiaccio(1)
- Nadia Mattivi, hockeista su ghiaccio italiana (Trento, n. 2000)

## Judoka(1)
- Nadia Simeoli, judoka italiana (Torre del Greco, n. 1999)

## Meteorologhe(1)
- Nadia Zyncenko, meteorologa argentina (Napoli, n. 1948)

## Mezzofondiste(4)
- Nadia Battocletti, mezzofondista italiana (Cles, n. 2000)
- Nadia Dandolo, mezzofondista italiana (Borgoricco, n. 1962)
- Nadia Ejjafini, mezzofondista e maratoneta marocchina (Rabat, n. 1977)
- Nadia Falvo, ex mezzofondista italiana (n. 1963)

## Mezzosoprani(1)
- Nadia Krasteva, mezzosoprano bulgaro (Sofia)

## Nuotatrici(1)
- Anita Nall, ex nuotatrice statunitense (Harrisburg, n. 1976)

## Oceanografe(1)
- Nadia Pinardi, oceanografa italiana (Bologna, n. 1956)

## Pallavoliste(1)
- Nadia Centoni, ex pallavolista italiana (Barga, n. 1981)

## Poetesse(3)
- Nadia Anjuman, poetessa afghana (Herat, n. 1980 - † 2005)
- Nadia Campana, poetessa, traduttrice e saggista italiana (Cesena, n. 1954 - Milano, † 1985)
- Nadia Cavalera, poetessa, giornalista e scrittrice italiana (Galatone, n. 1950)

## Politiche(8)
- Nadia Aprile, politica italiana (Torino, n. 1962)
- Nadia Corradi, politica italiana (San Martino in Rio, n. 1942 - † 2022)
- Nadia Gallico Spano, politica italiana (Tunisi, n. 1916 - Roma, † 2006)
- Nadia Ginetti, politica italiana (Perugia, n. 1969)
- Nadia Hilou, politica palestinese (Giaffa, n. 1953 - Giaffa, † 2015)
- Nadia Masini, politica italiana (Padova, n. 1949)
- Nadia Pizzol, politica italiana (Brugnera, n. 1952)
- Nadia Romeo, politica italiana (Rovigo, n. 1971)

## Politologhe(1)
- Nadia Urbinati, politologa, storica della filosofia e giornalista italiana (Rimini, n. 1955)

## Psicologhe(1)
- Nadia Muscialini, psicologa, psicoanalista e attivista italiana (Milano, n. 1966)

## Registe(2)
- Nadia Szold, regista, sceneggiatrice e produttrice cinematografica statunitense (Pittsfield, n. 1984)
- Nadia Tass, regista, produttrice cinematografica e attrice greca (Florina, n. 1956)

## Religiose(1)
- Nadia Stepanova, religiosa russa (Buriazia)

## Sciatrici alpine(4)
- Nadia Bonfini, ex sciatrice alpina italiana (Tarvisio, n. 1965)
- Nadia Delago, sciatrice alpina italiana (Bressanone, n. 1997)
- Nadia Fanchini, ex sciatrice alpina italiana (Lovere, n. 1986)
- Nadia Styger, ex sciatrice alpina svizzera (Sattel, n. 1978)

## Scrittrici(3)
- Nadia Fusini, scrittrice, anglista e traduttrice italiana (Orbetello, n. 1946)
- Nadia Ghulam, scrittrice e attivista afghana (Kabul, n. 1985)
- Nadia Terranova, scrittrice italiana (Messina, n. 1978)

## Tenniste(1)
- Nadia Podoroska, tennista argentina (Rosario, n. 1997)

## Terroriste(1)
- Nadia Desdemona Lioce, terrorista italiana (Foggia, n. 1959)

## Triatlete(1)
- Nadia Cortassa, triatleta italiana (Torino, n. 1978)

## Tripliste(1)
- Nadia Eke, triplista ghanese (Accra, n. 1993)

## Truccatrici(1)
- Nadia Stacey, truccatrice britannica

## Senza attività specificata(3)
- Nadia Mantovani, ex brigatista italiana (Sustinente, n. 1950)
- Nadia Marchi, ex tiratrice a segno sammarinese (Savignano sul Rubicone, n. 1963)
- Nadia Ponti, ex brigatista italiana (Torino, n. 1949)